# Jan-Jozef Horemans
|  | Aquest article tracta sobre el ciclista belga. Si cerqueu el pintor del segle XVII, vegeu «Jan Josef Horemans». |

|  | No s'ha de confondre amb el també ciclista Jozef Horemans. |

Jan-Jozef "Flander" Horemans (Wondelgem, Gant, 24 de febrer de 1910 - Gentbrugge, 15 de juliol de 1992) va ser un ciclista belga que va ser professional entre 1931 i 1939. La seva victòria més important és al Grote Scheldeprijs.

## Palmarès
- 1932
  - 2n a la Volta a Bèlgica
- 1933
  - 1r a la Grote Scheldeprijs
- 1935
  - 2n al Campionat de Flandes
  - 2n a la Gran Premi del 1r de maig